# Halim Giray
Halim ou Hakim Giray est un khan de Crimée ayant régné de 1755 à 1758.

## Origine
Halim Giray est le fils de Saadet IV Giray.

## Règne
Halim devient khan en octobre 1755 après la déposition et l'exil d'Arslan Giray ; il nomme qalgha Devlet Giray et comme nureddin Muhammad Giray.
Traditionnellement, le contrôle des hordes nogaïs de Bessarabie était confié à des cadets de la famille Giray. Cette fonction était exercée à cette époque conjointement par deux frères d'Halim, à la plus grande satisfaction des chefs de clans nogaïs. En 1757, après la mort de l'un de ses deux frères, Halim Khan, sous l'influence de son épouse, une ancienne captive russe devenue très proche de ses beaux-fils, décide de déposséder son dernier frère et de confier cette mission à ses deux fils. Cette initiative provoque une rébellion des clans nogaïs qui n'hésitent pas à faire appel au prince Krim Giray, qui prend la tête des mécontents. Halim Giray est déposé en octobre 1758.